# Dietrich-Siegwart von Bonin
Dietrich-Siegwart von Bonin (2 de fevereiro de 1917 – 15 de abril de 1970) foi um oficial alemão que serviu durante a Segunda Guerra Mundial. Foi condecorado com a Cruz de Cavaleiro da Cruz de Ferro.

## Condecorações
| Cruz de Ferro 2ª Classe (13 de Setembro de 1940)           |
| Cruz de Ferro 1ª Classe (5 de Outubro de 1944)             |
| Cruz de Cavaleiro da Cruz de Ferro 18 de fevereiro de 1945 |